# Equip continental
Un equip continental és un equip de ciclisme en ruta que participa en els circuits continentals i que està registrat dins de la Unió Ciclista Internacional.
Aquesta categoria d'equip de ciclisme existeix des de la reforma de l'UCI de 2005 quan es va crear l'UCI ProTour i els circuits continentals. Altres categories d'equips d'aquesta reforma són els equips ProTour i els equips continentals professionals.

## Reglament

### Estatus i registre
« Un equip continental […] és un equip de ciclistes en ruta reconegut i certificat per la federació nacional de la nacionalitat de la majoria dels seus corredors per participar en esdeveniments internacionals dels calendaris de ruta ». Té el registre per un any, de l'1 de gener al 31 de desembre. Porta el nom de l'empresa o la marca del soci principal, o els dos socis principals, o un dels dos. La nacionalitat es determina per la nacionalitat de la majoria dels seus ciclistes.

### Composició d'un equip continental
Un equip continental està « constituït pel conjunt de ciclistes registrats a l'UCI que formen part de l'equip, del representant de l'equip, els patrocinadors i totes les altres persones contractades pel representant i / o patrocinadors per garantir el manteniment de l'equip ».
Un equip continental ha de tenir entre 8 i 16 corredors, professionals o no, de categoria elit i / o menors de 23 anys. Pot tenir un màxim de quatre ciclistes addicionals especialitzats en altres disciplines (Ciclocròs, Camp a través, Puntuació, Scratch, Persecució, Madison), sempre que aquests ciclistes hagin estat entre els 150 primers de la classificació final de l'UCI en seva disciplina durant la temporada anterior La majoria dels corredors ha de tenir menys de 28 anys.

## Competicions
Els equips continentals no poden participar en les curses del Calendari mundial UCI. Els ciclistes d'equips continentals, però, poden formar part d'un equip nacional que participi en una « prova considerada d'importància estratègica per al desenvolupament del ciclisme" al seu país.
Els equips continentals poden participar en esdeveniments dels circuits continentals de ciclisme. Dins de l'UCI Europa Tour, un equip continental pot tanmateix participar en una cursa de categoria 1.HC o 2.HC que es disputi al seu país. Finalment, els equips continentals poden participar en el calendari de curses nacionals, que no és el cas dels equips WorldTour i els equips continentals professionals.